# S:t Mårtens

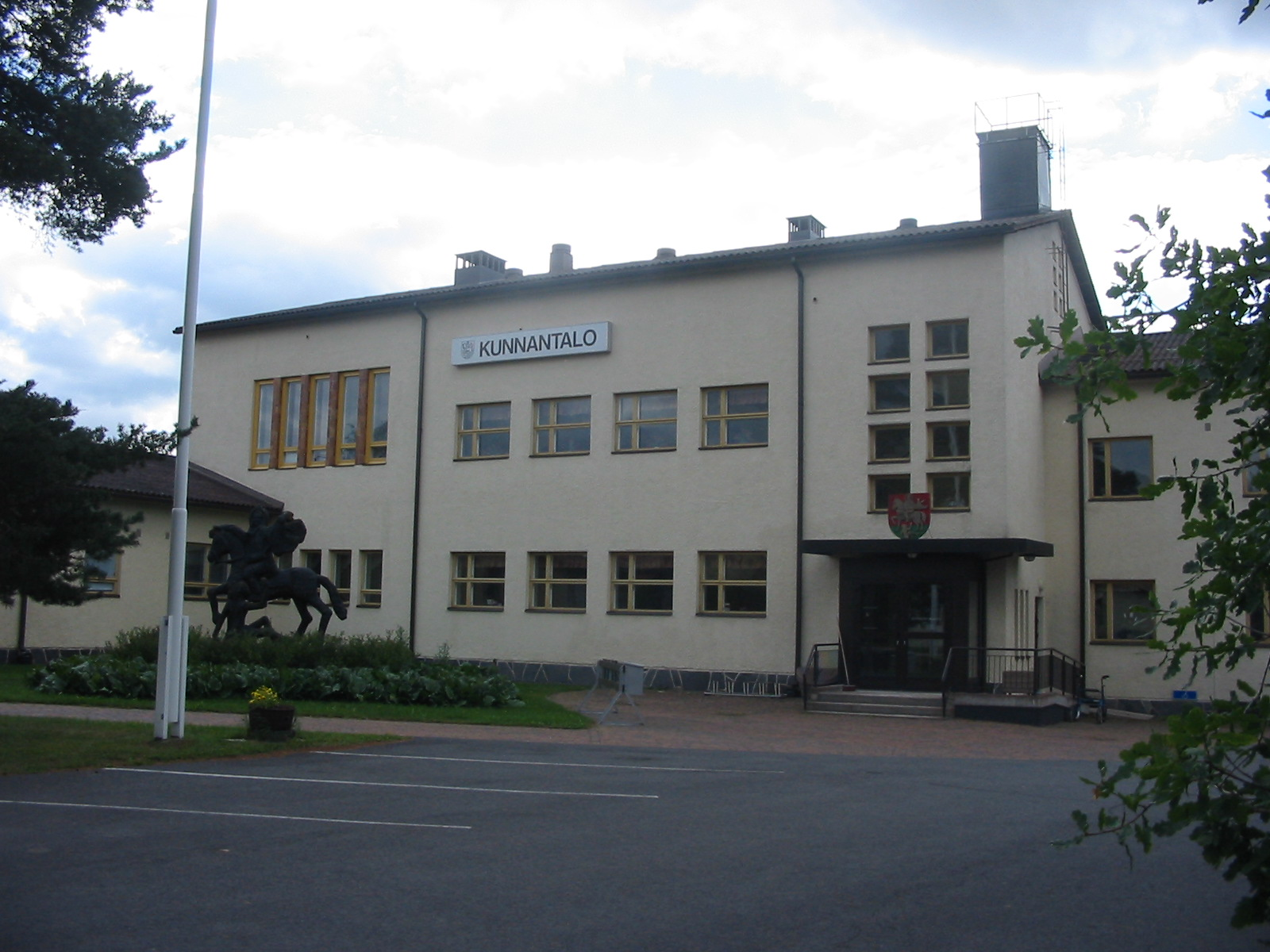
Rådhuset i S:t Mårtens.

S:t Mårtens (finska: Marttila) är en kommun i landskapet Egentliga Finland. S:t Mårtens har 1 990 invånare (2021), på en yta av 195,99 km².
S:t Mårtens är enspråkigt finskt. Knappt 1,0 % av befolkningen är svenskspråkiga.

## Historia
S:t Mårtens kyrksocken kan med säkerhet dateras till 1300-talets slut och bröts ut ur Uskela socken. Den låg i Söderfinlands kolonisationsområde. S:t Mårtens nämns första gången 1409.

## Politik

### Mandatfördelning i S:t Mårtens kommun, valen 1976–2021
| 2 | 3 | 13 | 3 |

| 2 | 3 | 11 | 5 |

| 2 | 3 | 11 | 5 |

| 3 | 3 | 10 | 5 |

| 3 | 3 | 10 | 5 |

| 2 | 2 | 13 | 4 |

| 2 | 2 | 11 | 6 |

| 2 | 2 | 12 | 5 |

| 14 | 7 |

| 2 | 3 | 11 | 5 |

| 12 | 9 |

| 1 | 4 | 8 | 4 |

| 11 | 6 |

| 1 | 2 | 8 | 6 |

| 11 | 6 |

| 1 | 4 | 7 | 5 |

| 12 | 5 |

## Befolkningsutveckling
| Befolkningsutvecklingen i S:t Mårtens kommun 1975–2020                                                       | Befolkningsutvecklingen i S:t Mårtens kommun 1975–2020 | Befolkningsutvecklingen i S:t Mårtens kommun 1975–2020 | Befolkningsutvecklingen i S:t Mårtens kommun 1975–2020 | Befolkningsutvecklingen i S:t Mårtens kommun 1975–2020 |
| --- | ------------------------------------------------------ | ------------------------------------------------------ | ------------------------------------------------------ | ------------------------------------------------------ |
| |                                                        |                                                        |                                                        |                                                        |
| År |                                                        |                                                        | Folkmängd                                              |                                                        |
| 1975 | 1975                                                   |                                                        | 2 402                                                  |                                                        |
| 1980 | 1980                                                   |                                                        | 2 278                                                  |                                                        |
| 1985 | 1985                                                   |                                                        | 2 228                                                  |                                                        |
| 1990 | 1990                                                   |                                                        | 2 282                                                  |                                                        |
| 1995 | 1995                                                   |                                                        | 2 206                                                  |                                                        |
| 2000 | 2000                                                   |                                                        | 2 135                                                  |                                                        |
| 2005 | 2005                                                   |                                                        | 2 064                                                  |                                                        |
| 2010 | 2010                                                   |                                                        | 1 994                                                  |                                                        |
| 2015 | 2015                                                   |                                                        | 2 028                                                  |                                                        |
| 2020 | 2020                                                   |                                                        | 1 999                                                  |                                                        |
| Anm: Uppgifterna avser förhållandena den 31 december nämnda år enligt områdesindelningen den 1 januari 2022. |                                                        |                                                        |                                                        |                                                        |